# Sonic Youth (сингл)
"Sonic Youth" — второй цифровой сингл Crush 40, посвященный фанатам, которые поддерживали их за все годы существования группы. Её нет ни в одной игре серии игр Sonic the Hedgehog, но она связана с франшизой. Песня сильно отсылает к песням, которые они исполняли в прошлом, таким как "Open Your Heart", "Live & Learn", "His World", "What I'm Made Of..." и "Sonic Boom". Первоначально выход сингла был запланирован на 4 июля в сервисе iTunes, однако из-за технической ошибки он стал доступен 21 июня. Премьера этой песни, а также "Rise Again" и "One of Those Days", как и в случае с "Song of Hope", состоялись на живом концерте группы 29 марта 2012 года. За несколько дней до этого на YouTube было выложено короткое превью этих трёх песен. Эта песня, наряду с другими синглами iTunes "Song of Hope", "One of Those Days" и "Rise Again", были скомпилированы и выпущены в виде мини-альбом под названием "Rise Again".
Sonic Youth - одна из песен Crush 40, которая, похоже, находится в серой зоне популярности и того, насколько она нравится людям. Многим фанатам, которые слышали ее, нравится эта песня, но, похоже, не многие слышали о ней. О ней говорят не так много, как об "One of Those Days"  или "2 Nights 2 Remember".
Сингл можно приобрести в iTunes, YouTube Music и Amazon, а также послушать на Spotify.

## Список композиций
| №  | Название      | Длительность |
| -- | ------------- | ------------ |
| 1. | «Sonic Youth» | 3:48         |

## Участники записи

### Crush 40
- Дзюн Сэноуэ — гитары
- Джонни Джиоэли — вокал

### Приглашённые музыканты
- Такэси Танэда — бас-гитара
- Тору Кавамура — ударные

## Связь с франшизой Sonic the Hedgehog
- Строчка "When I've opened my heart" - отсылка к песне "Open Your Heart".
- Строчка "And I've lived and learned" - отсылка к песне "Live & Learn".
- Строчка "When I'm taking a step in his world" - отсылка к песне "His World".
- Строчка "When I danced in the shadows" - отсылка к песне "All Hail Shadow".
- Строчка "When I felt the sonic boom" - отсылка к песне "Sonic Boom".
- Строчка "When I am who I am with you..." - отсылка к песням "I Am... All of Me", "Who I Am" и "With Me", соответственно.
- Строчка "Crushing 40 all the time" - отсылка к самой группе Crush 40.
- Строчка "Like a Sonic Hero" - отсылка к песне "Sonic Heroes".
- Строчка "Or a knight in the wind" - отсылка к песне "Knight of the Wind".
- Строчка "Now you know what I'm made of..." - отсылка к песне "What I'm Made Of...".
- Строчка "You can watch me fly" - отсылка к песне "Watch Me Fly".
- Строчка "Live life or die" - отсылка к песне "Live Life".
- Строчка "Never turn back... you and I" - отсылка к песне "Never Turn Back".

## Факты
- Хотя эта песня тесно связана с Соником, она не появлялась ни в одной игре франшизы.
- Эта песня не размещена на канале Crush 40, хотя предварительный просмотр песни есть.
- Джонни Джиоэли два раза повторяет слова "what I'm made of..." за всю песню. Это связано с тем, что песня "What I'm Made Of..." является одной из любимых его песен Crush 40.
- В песне строчка с отсылкой на "Live & Learn" идёт следом после строчки с отсылкой "Open Your Heart". Это связано с тем, что "Open Your Heart" была записана для игры Sonic Adventure, вышедшей в 1998, а "Live & Learn" - для её сиквела, Sonic Adventure 2, вышедшей в 2001, то есть сохраняется "хронология выпуска".